# Zelha
A zelha (nome científico: Acer monspessulanum), também conhecida como ácer-de-Montpellier ou bordo-de-Montpellier. É uma espécie nativa da região mediterrânica, mas pode ser também encontrada na cadeia montanhosa de Jura em França, bem como em Eifel na Alemanha.

## Morfologia
A zelha tem um porte de 10 a 15 metros de altura (raramente 20 metros), folha caduca, é de crescimento lento.

## Usos pelo Homem
A sua madeira dura e compacta é empregue em carpintaria de luxo e no fabrico de instrumentos musicais - como as gaitas-de-foles de Miranda do Douro. É também usada em jardins e arruamentos.

## Condições ambientais
É pouco exigente quanto ao tipo de solo, conseguindo crescer nos secos, pedregosos e áridos, bem como nas fendas de rochas e cascalheiras, porém, prefere os solos calcários. Suporta bem o frio, mas tolera mal o ensombramento.